# Real Club Celta de Vigo 2012-2013
Questa voce raccoglie le informazioni riguardanti il Real Club Celta de Vigo nelle competizioni ufficiali della stagione 2012-2013.

## Stagione
Il Celta Vigo chiuse la stagione al 17º posto in classifica, raggiungendo così la salvezza. L'avventura nella Coppa del Re 2012-2013 terminò invece agli ottavi di finale, con l'eliminazione per mano del Real Madrid. Il 18 febbraio 2013, la dirigenza esonerò l'allenatore Paco Herrera e lo sostituì con Abel Resino.

## Maglie e sponsor
Lo sponsor tecnico per la stagione 2012-2013 fu Li Ning, mentre lo sponsor ufficiale fu Citroën. La divisa casalinga era composta da una maglietta celeste, con pantaloncini bianchi e calzettoni celesti. Quella da trasferta era invece costituita da una maglietta a strisce orizzontali rosse e nere, con pantaloncini neri e calzettoni rossi.
| Casa | Trasferta |

## Rosa
| N. |                      | Ruolo | Calciatore      |
| -- | -------------------- | ----- | --------------- |
| 1  | Spagna (bandiera)    | P     | Sergio Álvarez  |
| 2  | Spagna (bandiera)    | D     | Hugo Mallo      |
| 3  | Spagna (bandiera)    | D     | Roberto Lago    |
| 4  | Spagna (bandiera)    | C     | Borja Oubiña    |
| 5  | Venezuela (bandiera) | D     | Andrés Túñez    |
| 6  | Spagna (bandiera)    | C     | Jonathan Vila   |
| 7  | Spagna (bandiera)    | C     | Dani Abalo      |
| 8  | Spagna (bandiera)    | C     | Álex López      |
| 9  | Spagna (bandiera)    | A     | Mario Bermejo   |
| 10 | Spagna (bandiera)    | A     | Iago Aspas      |
| 11 | Croazia (bandiera)   | C     | Danijel Pranjić |
| 12 | Argentina (bandiera) | D     | Gustavo Cabral  |
| 13 | Spagna (bandiera)    | P     | Javi Varas      |
| 14 | Spagna (bandiera)    | C     | Cristian Bustos |
| 15 | Norvegia (bandiera)  | D     | Vadim Demidov   |

| N. |                          | Ruolo | Calciatore          |
| -- | ------------------------ | ----- | ------------------- |
| 16 | Spagna (bandiera)        | C     | Carlos Bellvís      |
| 17 | Spagna (bandiera)        | A     | Joan Tomás          |
| 18 | Corea del Sud (bandiera) | A     | Park Chu-Young      |
| 19 | Cile (bandiera)          | A     | Fabián Orellana     |
| 20 | Spagna (bandiera)        | A     | Toni                |
| 21 | Spagna (bandiera)        | D     | Samuel              |
| 22 | Spagna (bandiera)        | A     | Enrique de Lucas    |
| 23 | Danimarca (bandiera)     | A     | Michael Krohn-Dehli |
| 24 | Argentina (bandiera)     | C     | Augusto Fernández   |
| 25 | Spagna (bandiera)        | C     | Natxo Insa          |
| 26 | Spagna (bandiera)        | P     | Rubén               |
| 28 | Spagna (bandiera)        | D     | Jonny               |
| 30 | Spagna (bandiera)        | D     | Antón               |
| 31 | Spagna (bandiera)        | A     | Santi Mina          |

## Calciomercato

### Sessione estiva(dal 01/07 al 31/08)
| Acquisti | Acquisti            | Acquisti        | Acquisti   |
| R.       | Nome                | da              | Modalità   |
| -------- | ------------------- | --------------- | ---------- |
| P        | Javi Varas          | Siviglia        | prestito   |
| D        | Gustavo Cabral      | Arsenal Sarandí | prestito   |
| D        | Samuel              | Hércules        | definitivo |
| C        | Augusto Fernández   | Vélez Sarsfield | definitivo |
| A        | Michael Krohn-Dehli | Brøndby         | definitivo |
| A        | Park Chu-Young      | Arsenal         | prestito   |

| Cessioni | Cessioni               | Cessioni       | Cessioni   |
| R.       | Nome                   | a              | Modalità   |
| -------- | ---------------------- | -------------- | ---------- |
| P        | Yoel                   | Lugo           | prestito   |
| D        | David Català           | AEK Larnaca    | definitivo |
| C        | Jota                   | Real Madrid    | prestito   |
| A        | Dīmītrios Papadopoulos |                | svincolato |
| A        | David Rodríguez        | Sporting Gijón | prestito   |

### Sessione invernale(dal 01/01 al 31/01)
| Acquisti | Acquisti        | Acquisti              | Acquisti   |
| R.       | Nome            | da                    | Modalità   |
| -------- | --------------- | --------------------- | ---------- |
| D        | Vadim Demidov   | Eintracht Francoforte | prestito   |
| C        | Danijel Pranjić | Sporting Lisbona      | prestito   |
| A        | Fabián Orellana | Granada               | definitivo |

| Cessioni | Cessioni        | Cessioni       | Cessioni   |
| R.       | Nome            | a              | Modalità   |
| -------- | --------------- | -------------- | ---------- |
| C        | Cristian Bustos | Sporting Gijón | prestito   |
| C        | Dani Abalo      | Beira-Mar      | prestito   |
| A        | Joan Tomás      | AEK Larnaca    | definitivo |

## Risultati

### Primera División

#### Girone di andata
| Arbitro: | del Cerro (Madrid) |

|  |           |            |
|  | Marcatori | 84’ Olinga |

| Arbitro: | Pérez (Linares) |

|                    |           |              |
| Agirretxe 54’, 61’ | Marcatori | 49’ de Lucas |

| Arbitro: | Hernández (Lanzarote) |

|                       |           |  |
| Aspas 69’ Bermejo 90’ | Marcatori |  |

| Arbitro: | Paradas (Antequera) |

|                          |           |            |
| Feghouli 4’ Cissokho 50’ | Marcatori | 16’ Cabral |

| Arbitro: | J. Teixeira (Santander) |

|                        |           |             |
| Fernández 57’ Park 69’ | Marcatori | 59’ Barrada |

| Arbitro: | Paradas (Antequera) |

|                               |           |           |
| Siqueira 11’ (rig.) Torje 17’ | Marcatori | 20’ Aspas |

| Arbitro: | Gil (Don Benito) |

|                               |           |  |
| Aspas 60’ (rig.) de Lucas 85’ | Marcatori |  |

| Arbitro: | Clos Gómez (Saragozza) |

|                                |           |  |
| Higuaín 11’ Ronaldo 67’ (rig.) | Marcatori |  |

| Arbitro: | Undiano Mallenco (Pamplona) |

|            |           |               |
| Bermejo 8’ | Marcatori | 29’ Domínguez |

| Arbitro: | Fernández (Almería) |

|                                |           |             |
| Adriano 21’ Villa 26’ Alba 61’ | Marcatori | 24’ Bermejo |

| Arbitro: | Álvarez (Barcellona) |

|                                        |           |                |
| Baptistão 59’ Tito 72’ Piti 82’ (rig.) | Marcatori | 12’, 34’ Aspas |

| Arbitro: | Pérez (Linares) |

|          |           |           |
| Park 56’ | Marcatori | 22’ Hemed |

| Arbitro: | Delgado (Portugalete) |

|  |           |           |
|  | Marcatori | 83’ Aspas |

| Arbitro: | Estrada (Lérida) |

|              |           |           |
| de Lucas 37’ | Marcatori | 89’ Roger |

| Arbitro: | F. Teixeira (Santander) |

|            |           |  |
| Aduriz 34’ | Marcatori |  |

| Arbitro: | González (Ponferrada) |

|  |           |            |
|  | Marcatori | 81’ Molina |

| Arbitro: | Pérez (Linares) |

|            |           |  |
| Adrián 77’ | Marcatori |  |

| Arbitro: | Velasco (Madrid) |

|                                |           |                  |
| Aspas 9’, 30’ (rig.) López 52’ | Marcatori | 12’ (rig.) Bueno |

| Arbitro: | Pérez Lasa (Andoain) |

|                   |           |  |
| Sergio García 24’ | Marcatori |  |

#### Girone di ritorno
| Arbitro: | Estrada (Lérida) |

|                |           |               |
| Demichelis 37’ | Marcatori | 76’ Fernández |

| Arbitro: | Paradas (Antequera) |

|                 |           |               |
| Krohn-Dehli 32’ | Marcatori | 59’ Elustondo |

| Arbitro: | Hernández (Lanzarote) |

|                |           |  |
| Armenteros 55’ | Marcatori |  |

| Arbitro: | F. Teixeira (Santander) |

|  |           |            |
|  | Marcatori | 90’ Valdez |

| Arbitro: | Ayza (Valencia) |

|                                         |           |                  |
| Colunga 10’ Castro 34’ F. Fernández 42’ | Marcatori | 10’ A. Fernández |

| Arbitro: | Muñiz Fernández (Bruxelles) |

|                       |           |            |
| Aspas 24’ Bermejo 81’ | Marcatori | 28’ Ighalo |

| Arbitro: | del Cerro (Madrid) |

|                                 |           |               |
| Negredo 12’, 29’, 68’ Medel 66’ | Marcatori | 40’ Fernández |

| Arbitro: | Estrada (Lérida) |

|           |           |                         |
| Aspas 63’ | Marcatori | 61’, 72’ (rig.) Ronaldo |

| Arbitro: | Velasco (Madrid) |

|                                |           |          |
| Riki 9’ Sílvio 64’ Salomão 79’ | Marcatori | 80’ Park |

| Arbitro: | Mateu (Algimia de Alfara) |

|                     |           |                     |
| Insa 38’ Oubiña 88’ | Marcatori | 43’ Tello 73’ Messi |

| Arbitro: | Pérez (Linares) |

|  |           |                        |
|  | Marcatori | 14’ Piti 83’ Delibašić |

| Arbitro: | Gil (Don Benito) |

|                |           |  |
| dos Santos 90’ | Marcatori |  |

| Arbitro: | del Cerro (Madrid) |

|                       |           |              |
| López 37’ Bermejo 90’ | Marcatori | 26’ Săpunaru |

| Arbitro: | Muñiz Fernández (Bruxelles) |

|  |           |               |
|  | Marcatori | 21’ Fernández |

| Arbitro: | Velasco (Madrid) |

|           |           |               |
| Aspas 84’ | Marcatori | 43’ de Marcos |

| Arbitro: | F. Teixeira (Santander) |

|            |           |  |
| Castro 67’ | Marcatori |  |

| Arbitro: | J. Teixeira (Santander) |

|               |           |                                         |
| Fernández 84’ | Marcatori | 84’ Diego Costa 66’ Juanfran 86’ Falcao |

| Arbitro: | Estrada (Lérida) |

|  |           |                      |
|  | Marcatori | 28’ Cabral 56’ Aspas |

| Arbitro: | Mateu (Algimia de Alfara) |

|          |           |  |
| Insa 16’ | Marcatori |  |

### Coppa del Re
| Arbitro: | Hernández (Lanzarote) |

|                        |           |  |
| Zongo 53’ Molinero 87’ | Marcatori |  |

| Arbitro: | Undiano Mallenco (Pamplona) |

|                                 |           |  |
| Park 55’ Lago 90’ de Lucas 109’ | Marcatori |  |

| Arbitro: | Álvarez (Barcellona) |

|                        |           |             |
| Bermejo 56’ Bustos 78’ | Marcatori | 87’ Ronaldo |

| Arbitro: | Ayza (Valencia) |

|                                  |           |  |
| Ronaldo 3’, 24’, 87’ Khedira 89’ | Marcatori |  |

## Statistiche

### Statistiche di squadra
| Competizione     | Punti | In casa | In casa | In casa | In casa | In casa | In casa | In trasferta | In trasferta | In trasferta | In trasferta | In trasferta | In trasferta | Totale | Totale | Totale | Totale | Totale | Totale | DR  |
| Competizione     | Punti | G       | V       | N       | P       | Gf      | Gs      | G            | V            | N            | P            | Gf           | Gs           | G      | V      | N      | P      | Gf     | Gs     | DR  |
| ---------------- | ----- | ------- | ------- | ------- | ------- | ------- | ------- | ------------ | ------------ | ------------ | ------------ | ------------ | ------------ | ------ | ------ | ------ | ------ | ------ | ------ | --- |
| Primera División | 37    | 19      | 7       | 6       | 6       | 23      | 21      | 19           | 3            | 1            | 15           | 14           | 31           | 38     | 10     | 7      | 21     | 37     | 52     | -15 |
| Coppa del Re     | -     | 2       | 2       | 0       | 0       | 5       | 1       | 2            | 0            | 0            | 2            | 0            | 6            | 4      | 2      | 0      | 2      | 5      | 7      | -2  |
| Totale           | -     | 21      | 9       | 6       | 6       | 28      | 22      | 21           | 3            | 1            | 17           | 14           | 37           | 42     | 12     | 7      | 23     | 42     | 59     | -17 |

### Statistiche dei giocatori
| Giocatore      | Primera División | Primera División | Primera División | Primera División | Coppa del Re | Coppa del Re | Coppa del Re | Coppa del Re | Totale   | Totale | Totale      | Totale     |
| Giocatore      | Presenze         | Reti             | Ammonizioni      | Espulsioni       | Presenze     | Reti         | Ammonizioni  | Espulsioni   | Presenze | Reti   | Ammonizioni | Espulsioni |
| -------------- | ---------------- | ---------------- | ---------------- | ---------------- | ------------ | ------------ | ------------ | ------------ | -------- | ------ | ----------- | ---------- |
| D. Abalo       | 0                | 0                | 0                | 0                | 1            | 0            | 0            | 0            | 1        | 0      | 0           | 0          |
| S. Álvarez     | 2                | 0                | 0                | 0                | 4            | 0            | 0            | 0            | 6        | 0      | 0           | 0          |
| Antón          | 0                | 0                | 0                | 0                | 0            | 0            | 0            | 0            | 0        | 0      | 0           | 0          |
| I. Aspas       | 34               | 12               | 5                | 1                | 3            | 0            | 0            | 0            | 37       | 12     | 5           | 1          |
| C. Bellvís     | 13               | 0                | 1                | 0                | 2            | 0            | 0            | 0            | 15       | 0      | 1           | 0          |
| M. Bermejo     | 33               | 5                | 4                | 0                | 2            | 1            | 1            | 0            | 35       | 6      | 5           | 0          |
| R. Blanco      | 2                | 0                | 0                | 0                | 0            | 0            | 0            | 0            | 2        | 0      | 0           | 0          |
| C. Bustos      | 7                | 0                | 1                | 0                | 2            | 1            | 0            | 0            | 9        | 1      | 1           | 0          |
| G. Cabral      | 27               | 2                | 9                | 2                | 4            | 0            | 0            | 0            | 31       | 2      | 9           | 2          |
| E. de Lucas    | 24               | 3                | 1                | 0                | 4            | 1            | 1            | 0            | 28       | 4      | 2           | 0          |
| V. Demidov     | 12               | 0                | 2                | 0                | 1            | 0            | 0            | 0            | 13       | 0      | 2           | 0          |
| A. Fernández   | 36               | 6                | 7                | 1                | 3            | 0            | 2            | 0            | 39       | 6      | 9           | 1          |
| N. Insa        | 18               | 2                | 6                | 0                | 0            | 0            | 0            | 0            | 18       | 2      | 6           | 0          |
| Jonny          | 19               | 0                | 6                | 0                | 1            | 0            | 0            | 0            | 20       | 0      | 6           | 0          |
| M. Krohn-Dehli | 34               | 1                | 7                | 0                | 3            | 0            | 1            | 0            | 37       | 1      | 8           | 0          |
| R. Lago        | 34               | 0                | 11               | 0                | 3            | 1            | 0            | 0            | 37       | 1      | 11          | 0          |
| Á. López       | 33               | 2                | 5                | 0                | 1            | 0            | 0            | 0            | 34       | 2      | 5           | 0          |
| H. Mallo       | 17               | 0                | 3                | 0                | 4            | 0            | 0            | 0            | 21       | 0      | 3           | 0          |
| S. Mina        | 1                | 0                | 0                | 0                | 0            | 0            | 0            | 0            | 1        | 0      | 0           | 0          |
| F. Orellana    | 14               | 0                | 2                | 0                | 2            | 0            | 0            | 0            | 16       | 0      | 2           | 0          |
| B. Oubiña      | 36               | 1                | 9                | 0                | 2            | 0            | 0            | 0            | 38       | 1      | 9           | 0          |
| C. ParkY.      | 22               | 3                | 3                | 0                | 4            | 1            | 0            | 0            | 26       | 4      | 3           | 0          |
| D. Pranjić     | 10               | 0                | 0                | 0                | 0            | 0            | 0            | 0            | 10       | 0      | 0           | 0          |
| Samuel         | 1                | 0                | 0                | 0                | 1            | 0            | 0            | 0            | 2        | 0      | 0           | 0          |
| J. Tomás       | 3                | 0                | 0                | 0                | 2            | 0            | 1            | 0            | 5        | 0      | 1           | 0          |
| Toni           | 14               | 0                | 2                | 0                | 2            | 0            | 1            | 0            | 16       | 0      | 3           | 0          |
| A. Túñez       | 30               | 0                | 5                | 0                | 3            | 0            | 1            | 0            | 33       | 0      | 6           | 0          |
| J. Varas       | 35               | 0                | 4                | 0                | 0            | 0            | 0            | 0            | 35       | 0      | 4           | 0          |
| J. Vila        | 14               | 0                | 5                | 0                | 3            | 0            | 0            | 1            | 17       | 0      | 5           | 1          |